# 克雷伯縣 (德克薩斯州)
克雷伯縣（英語：Kleberg County）是美國德克薩斯州南部墨西哥灣沿岸的一個縣。面積2,824平方公里。根據美國2000年人口普查，共有人口31,549人。縣治金斯維爾（Kingsville）。
成立於1913年2月27日，縣政府成立於1939年6月27日。縣名紀念德國移民、後任奧斯汀縣和德威特縣縣法官的羅伯特·J·克雷伯（Robert Justus Kleberg）。